# Aurelio Nazareno
Aurelio Nazareno (n. Río Verde, Esmeraldas, Ecuador; 27 de julio de 1988) es un futbolista ecuatoriano. Juega de defensa central y su equipo actual es Orense Sporting Club de la Serie A de Ecuador.

## Trayectoria
Empezó su carrera futbolística en el equipo ambateño en el año 2009, se formó e hizo las formativas en su ciudad natal en escuelas de fútbol, la sub-14, la sub-16, la sub-18 en 2006. Para el 2008 arribó a Técnico Universitario de Ambato en el equipo sub-20, luego tuvo un paso por el Independiente del Valle que se estrenaba en la Serie A con el equipo principal, previamente obtuvo el título de campeón con los rayados del valle.
Bajo el mando de Julio Daniel Asad tuvo su debut en el primer equipo en la máxima categoría del fútbol ecuatoriano el 10 de julio de 2010, en el partido de la fecha 1 de la segunda etapa 2010 ante Barcelona Sporting Club, fue titular aquel partido que terminó en victoria torera por 1–2. En 2011 llegó a Macará que disputaba la Serie B donde marcó su primer gol en torneos nacionales el 10 de noviembre de 2011 en la fecha 41 del torneo, convirtió el único gol a los 54 minutos con el que Macará venció a Valle del Chota como local por 1–0.
Para 2012 regresa a la Serie A con Técnico Universitario, logró ser pieza titular en el equipo llegando a disputar 30 partidos en total, permaneció con el rodillo rojo hasta la temporada 2014. A principios de 2015 tuvo un breve paso por Mushuc Runa Sporting Club, en febrero de ese año llegó a Fuerza Amarilla Sporting Club de la ciudad de Machala, con el equipo bananero logró al final de la campaña el subtítulo y consecuente ascenso a la máxima división, el primero en su carrera. Fue ratificado para disputar la Serie A.
Al finalizar su contrato con Fuerza Amarilla llegó en condición de libre a Mushuc Runa en 2017 que jugaba en Serie B, en 2018 pasó a Centro Deportivo Olmedo con quien consiguió su segundo ascenso gracias al aumento de equipos por parte de la LigaPro. En la temporada 2019 jugó 23 partidos en la LigaPro Banco Pichincha con la camiseta del equipo riobambeño.
También participó en la Copa Ecuador en la primera fase. En 2020 llega a Orense Sporting Club, equipo recién ascendido.

## Estadísticas
- Actualizado al 24 de abril de 2020.[14][15]

| Club                    | Temporada     | Liga | Liga  | Copa | Copa  | Internacional | Internacional | Total | Total |
| Club                    | Temporada     | PJ   | Goles | PJ   | Goles | PJ            | Goles         | PJ    | Goles |
| ----------------------- | ------------- | ---- | ----- | ---- | ----- | ------------- | ------------- | ----- | ----- |
| Independiente del Valle | 2009          | 14   | 0     | —    | —     | —             | —             | 14    | 0     |
| Independiente del Valle | 2010          | 25   | 1     | —    | —     | —             | —             | 25    | 1     |
| Independiente del Valle | Total         | 39   | 1     | —    | —     | —             | —             | 39    | 1     |
| Deportivo Quito         | 2010          | 11   | 1     | —    | —     | —             | —             | 11    | 1     |
| Deportivo Quito         | Total         | 11   | 1     | —    | —     | —             | —             | 11    | 1     |
| Macará                  | 2011          | 36   | 1     | —    | —     | —             | —             | 36    | 1     |
| Macará                  | Total         | 36   | 1     | —    | —     | —             | —             | 36    | 1     |
| Técnico Universitario   | 2008          | 2    | 0     | —    | —     | —             | —             | 2     | 0     |
| Técnico Universitario   | 2012          | 31   | 2     | —    | —     | —             | —             | 31    | 2     |
| Técnico Universitario   | 2013          | 11   | 0     | —    | —     | —             | —             | 11    | 0     |
| Técnico Universitario   | 2014          | 39   | 1     | —    | —     | —             | —             | 39    | 1     |
| Técnico Universitario   | Total         | 83   | 3     | —    | —     | —             | —             | 83    | 3     |
| Fuerza Amarilla         | 2015          | 37   | 1     | —    | —     | —             | —             | 37    | 1     |
| Fuerza Amarilla         | 2016          | 21   | 1     | —    | —     | —             | —             | 21    | 1     |
| Fuerza Amarilla         | Total         | 58   | 2     | —    | —     | —             | —             | 58    | 2     |
| Mushuc Runa             | 2017          | 32   | 2     | —    | —     | —             | —             | 32    | 2     |
| Mushuc Runa             | Total         | 32   | 2     | —    | —     | —             | —             | 32    | 2     |
| Olmedo                  | 2018          | 33   | 0     | —    | —     | —             | —             | 33    | 0     |
| Olmedo                  | 2019          | 23   | 0     | 2    | 0     | —             | —             | 25    | 0     |
| Olmedo                  | Total         | 56   | 0     | 2    | 0     | —             | —             | 58    | 0     |
| Orense                  | 2020          | 4    | 0     | 0    | 0     | —             | —             | 4     | 0     |
| Orense                  | Total         | 4    | 0     | 0    | 0     | —             | —             | 4     | 0     |
| Total carrera           | Total carrera | 319  | 10    | 2    | 0     | —             | —             | 321   | 10    |

## Palmarés

### Campeonatos nacionales
| Título  | Club                    | País    | Año  |
| ------- | ----------------------- | ------- | ---- |
| Serie B | Independiente del Valle | Ecuador | 2009 |